# Смертный приговор (фильм, 1974)
«Смертный приговор» (англ. Death Sentence) — американский триллер по роману Эрика Романа, снятый для телевидения режиссёром Е. У. Свэкхэмером. В фильме в небольшой, но яркой роли снимался 33-летний Ник Нолти.

## Сюжет
Во время суда по обвинению в убийстве член суда присяжных Сюзан Дэвис убеждается, что подсудимый невиновен. Но страшная догадка попадает в сердце Сюзан: убийца — её муж!

## В ролях
- Клорис Личмен — Сюзан Дэвис
- Лоуренс Лакинбилл — Дон Дэвис
- Ник Нолти — Джон Хили
- Ивонна Уайлдер — Элейн Крофт
- Алан Опенхаймер — Любелл
- Уильям Шаллерт — Таннер
- Эрб Воланд — Лоуэлл Хайес

## Дополнительные факты
- Ник Нолти снялся в роли мужа-алкоголика: роль свою он словно списал со своей будущей биографии, алкоголизм и страсть к наркотикам стали его не просто хобби, но и образом жизни.
- Права на выпуск фильма в России (домашнее видео, ТВ) до 31 августа 2001 года принадлежат ООО «Калипсо».
- В соответствии с Системой возрастной классификации кинопоказа в России лента имеет категорию: «Фильм разрешен для показа зрителям, достигшим 14 лет»